# Paralelo 22 S

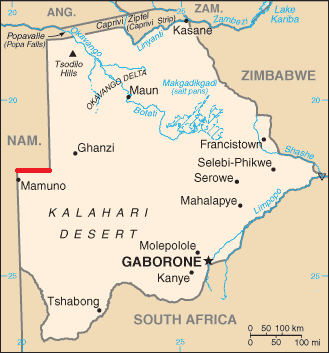
A linha vermelha mostra a região onde fica o paralelo 22, fazendo a divisão de território entre Botswana e Namíbia

O Paralelo 22 S é o paralelo no 22° grau a sul do plano equatorial terrestre.
Uma parte da fronteira Botswana-Namíbia e dois troços da fronteira Argentina-Bolívia são definidas por este paralelo.
Começando pelo Meridiano de Greenwich e tomando a direção leste, o paralelo 22° Sul passa por:
| País, território ou mar     | Notas |
| --------------------------- | --- |
| Oceano Atlântico            | |
| Namíbia                     | |
| Fronteira Botswana-Namíbia  | |
| Botswana                    | |
| Zimbabwe                    | |
| Moçambique                  | |
| Oceano Índico               | Canal de Moçambique |
| Madagáscar                  | |
| Oceano Índico               | |
| Austrália                   | Austrália Ocidental Território do Norte Queensland |
| Oceano Pacífico             | Mar de Coral, passa entre as Ilhas do Mar de Coral, Austrália                                                                                          |
| Nova Caledônia              | |
| Oceano Pacífico             | Passa a sul de Mangaia, Ilhas Cook · Passa a sul da Ilhas Maria, Polinésia Francesa · Passa entre os atóis de Moruroa e Fangataufa, Polinésia Francesa |
| Polinésia Francesa          | Atol Maria Est |
| Oceano Pacífico             | |
| Chile                       | |
| Bolívia                     | |
| Argentina                   | |
| Bolívia                     | |
| Fronteira Argentina-Bolívia | |
| Bolívia                     | A fronteira segue para sul do paralelo junto da cidade de Yacuíba                                                                                      |
| Fronteira Argentina-Bolívia | |
| Bolívia                     | |
| Paraguai                    | |
| Brasil                      | Mato Grosso do Sul São Paulo Minas Gerais Rio de Janeiro                                                                                               |
| Oceano Atlântico            | |